# Classe Sa'ar II
Ces patrouilleurs israéliens furent dès l'origine conçus pour emporter le missile Gabriel alors en développement.

## Développement
Ces navires furent construits à Cherbourg dans les années 1960, suivant les plans dessinés par la marine israélienne. Ils constituent la 2e génération de patrouilleurs de la marine israélienne et bien que la forme générale soit dérivée du design des Sa'ar 1, il s'agit bien de bâtiments différents de par l'intégration de missiles que de par leurs utilisations en tant que patrouilleurs lance-missiles et de lutte ASM.

## Liste des navires
- INS Haifa
- INS Eilat
- INS Aco

Plus les trois autres Sa'ar 1 remis au standard Sa'ar II.

## Caractéristiques
Ces navires intègrent dès l'origine, un système de contrôle de tir pour les missiles Gabriel, plus un système d'armes israélien de lutte anti-missile (brouilleurs et leurres).
Avant la refonte des navires dans les années 1970, les Sa'ar II emportent de 5 à 8 missiles Gabriel.
Dans la configuration à 5 missiles : deux missiles de part et d'autre du canon de calibre 40 mm, puis vers l'arrière 1 canon de 40 mm, et 1 lanceur triple Gabriel. Les Sa'ar 1 furent mis à ce standard.
Dans la configuration à 8 missiles : le canon arrière était enlevé pour laisser la place à un autre lanceur triple Gabriel.
Après la refonte des années 1970, un des lanceurs triple Gabriel fut enlevé et remplacé par les missiles Harpoon et les tubes lance-torpilles.

## Au combat
Tous les navires de la classe Sa'ar II participèrent à la Guerre du Kippour, qui vit la première utilisation en opération du missile Gabriel.
Ils participèrent aussi à la première guerre du Liban (1982).